# Noel Nutels
Noel Nutels (Ananiev, 1913 — Rio de Janeiro, 10 de fevereiro de 1973) foi um médico e indigenista judeu brasileiro, nascido na atual Ucrânia. Ainda menino, veio para o Brasil com os pais para morar em Recife, no estado de Pernambuco.

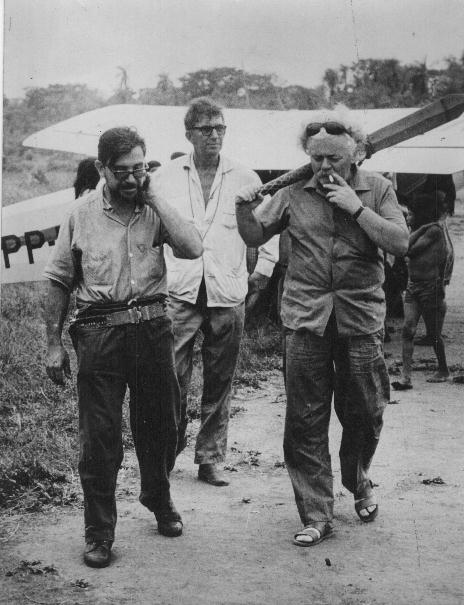
Cláudio Villas Bôas e Noel Nutels

## Biografia
Sua família veio para o Brasil depois da I Guerra Mundial com o objetivo de escaparem da perseguição aos judeus, se instalando em São José da Laje.
Em 1938, formou-se pela Faculdade de Medicina do Recife e, no mesmo ano, naturalizou-se brasileiro. Em 1941, mudou-se para Botucatu, São Paulo, para trabalhar no Instituto Experimental de Agricultura. Foi o médico da primeira Expedição Roncador-Xingu, em 1943.
A partir desse primeiro contato com os índios, resolveu se dedicar à defesa das populações indígenas e à erradicação das doenças oriundas do contato com o homem branco. Em 1931, passou a ser médico do Serviço de Proteção ao Índio (precursor da atual Fundação Nacional do Índio) e, em 1952, do Serviço Nacional de Tuberculose.
Noel Nutels idealizou e dirigiu o Serviço de Unidades Sanitárias Aéreas, SUSA, criado em 1957 pelo Ministério da Saúde, que levou os serviços de saúde pública ao interior da selva amazônica. De 1963 a 1964 Nutels dirigiu o Serviço de Proteção ao Índio. Além de 50 trabalhos científicos publicados no Brasil e no exterior, lecionou em cursos e seminários, no Serviço de Proteção aos Índios, na Universidade de Brasília e em diversas universidades nacionais e estrangeiras.
Sua biografia serviu como pano de fundo para o livro A Majestade do Xingu de Moacyr Scliar.
Seu nome foi dado ao "Laboratório Noel Nutels".